# Łucjana
Łucjana – żeńskie imię pochodzenia łacińskiego. Oznacza należącą do rodu Lucjuszów. Męski odpowiednik tego imienia to Łucjan. Dawniej wiele imion na L w staropolskim języku
przepisywano na Ł. Inna forma tego imienia to Lucjana.
Łucjana imieniny obchodzi: 26 października.